# مانعة الصواعق
مانعة الصواعق أو الشاري أو الحَرْبَة أو المِصْعَقَة هي عصىً معدنية متصلة بالأرض لها طرفان مدببان الأول يُثبتها على الأرض والآخر لجمع الشحنات وجذبها. تعمل مانعة الصواعق على امتصاص التيار الكهربائي الهائل الناتج من الصواعق وحماية الأجهزة والمعدات الكهربائية المركبة بالخطوط الهوائية من زيادة الجهد الناتج من العوامل الجوية. وقد اكتشفت من قبل العالم بنيامين فرانكلين.

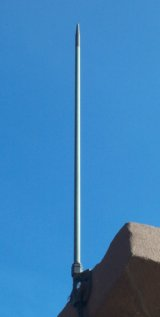
مانعة صواعق مبسطة

## التركيب وآلية العمل
تتكون مانعة الصواعق من ثلاثة أجزاء رئيسة هي: الجسم الصيني، المقاوم، الثغرات الشرارية، وتصنع المقاومة من مادة الفيليت ومن مادة فاريستور وكلاًّ من هاتان المادتان مواد شبه موصلة، تعتمد فيها المقاومة على الجهد؛ ففي حالة الجهد العادي تكون مقاومتها كبيرة، ومع ازدياد الجهد تقل مقاومة هذه المواد فتصبح شبه موصلة. السلك الأرضي نظام يستخدم لحماية خطوط النقل، من الصواعق عند الجهود المختلفة ودائماً ما توضع في أعلى منطقة في البرج وتعمل على تسهيل تسرب الشحنات الكهربائية الناتجة من احتكاك السحب إلى الأرض، فحينما تتولد الشحنة الكهربائية وتهبط إلى الأرض، يستقبل الجزء العالي السالب من مانعة الصواعق فتحدث عملية تفريق للشحنات الموجبة حتى تسكن في الأرض عن طريق مانعة الصواعق من غير إحداث خسائر.
تُركّب مانعات الصواعق قبل المحول وذلك لحمايته ضد زيادة الجهد الناتج من حدوث الصاعقة، ويتم توصيل الطرف العلوي لمانعات الصواعق بخط التغذية للجهد المتوسط بموصل له نفس مساحة مقطع الخط أو التفريعة، وذلك عن طريق وصلة مسمارية وكذلك يتم توصيل الطرف السفلي لمانعات الصواعق بسلك أرضي.

## تاريخيًا
كان بنجامين فرانكلين أول من وضح مبدأ مانعة الصواعق وذلك في بنسلفانيا عام 1755. في السنوات اللاحقة، طور فرانكلين اختراعه لتطبيقه في المنازل (نُشر في عام 1757) وأدخل تحسينات إضافية لجعله نظامًا موثوقًا نحو عام 1760.

### الولايات المتحدة
لاحقًا في الولايات المتحدة، ابتكر بنجامين فرانكلين موصل مانعة الصواعق المدبب، المعروف أيضًا باسم جاذب الصواعق أو عصا فرانكلين، في عام 1752 في إطار استكشافه الرائد للكهرباء. على الرغم من أنه لم يكن أول من اقترح وجود علاقة بين الكهرباء والصواعق، كان فرانكلين أول من اقترح نظامًا عمليًا لاختبار فرضيته. تكهن فرانكلين بأنه، باستخدام قضيب حديدي مدبب، «ستُسحب الصاعقة الكهربائية من السحابة بصمت، قبل أن تتمكن من الاقتراب بما يكفي لتضرب». بقي فرانكلين يفكر في قضبان الصواعق لعدة سنوات قبل تجربته المشهورة التي نفذها بالطائرة الورقية.
في القرن التاسع عشر، أصبحت مانعة الصواعق عنصرًا زخرفيًا. فزُيّنت قضبان الصواعق بكرات زجاجية مزخرفة (تُعتبر الآن ذات قيمة لهواة جمع التحف). جرى توظيف الجاذبية الجمالية لهذه الكرات الزجاجية في دوارات الرياح. مع ذلك، فإن الغرض الرئيسي من هذه الكرات هو الدلالة على حدوث ضربة الصاعقة في حال تحطمها أو سقوطها. فإذا ما اكتُشف غياب كرة أو تحطمها بعد عاصفة، ينبغي لمالك العقار فحص المبنى والقضيب وسلك التأريض بحثًا عن أضرار.
استُخدمت كرات من الزجاج الصلب أحيانًا في طريقة يُزعم أنها تمنع ضربات الصواعق على السفن وغيرها. تمثلت الفكرة بأن الأجسام الزجاجية، باعتبارها غير موصلة، نادرًا ما تُضرب بالصواعق. بالتالي، ووفقًا للنظرية، لا بد من أن يكون هناك شيء في الزجاج ما يصد الصواعق. لذلك، كانت أفضل طريقة لمنع تعرض سفينة خشبية لصاعقة هي دفن كرة زجاجية صغيرة صلبة في الطرف الأعلى منها. ساهم السلوك العشوائي للصواعق إلى جانب تأكيد المراقبين في تعزيز مصداقية هذه الطريقة حتى بعد تطوير مانعة الصواعق البحرية بعد فترة قصيرة من عمل فرانكلين الأولي.
كانت الموصلات الأولى للصواعق على السفن تُرفع عندما كان يُتوقع حدوث صواعق، وكان معدل نجاحها منخفضًا. في عام 1820، اخترع ويليام سنو هاريس نظامًا ناجحًا لتجهيز السفن الشراعية الخشبية بحماية من الصواعق، ولكن على الرغم من التجارب الناجحة التي بدأت في عام 1830، لم تعتمد البحرية الملكية البريطانية هذا النظام حتى عام 1842، وبحلول هذا الوقت كانت البحرية الإمبراطورية الروسية اعتمدت النظام بالفعل.
في تسعينيات القرن العشرين، استُبدلت نقاط الصواعق الأصلية خلال عملية ترميم تمثال الحرية الذي يفوق مبنى الكابيتول ارتفاعًا في واشنطن العاصمة. جرى تزويد التمثال بعدة أجهزة مدببة برؤوس من البلاتين. جُهز نصب واشنطن التذكاري بعدة نقاط صواعق، ويتعرض تمثال الحرية في ميناء نيويورك للصواعق، التي تُحول إلى الأرض.

## نظام الحماية من الصواعق
يُصمَم نظام الحماية من الصواعق لحماية المبنى من الأضرار الناتجة عن ضربات الصواعق من خلال اعتراض هذه الضربات وتمرير تياراتها العالية جدًا بأمان إلى الأرض. يشمل نظام الحماية من الصواعق شبكة من الأطراف الهوائية والموصلات الرابطة والأقطاب الأرضية المصممة لتوفير مسار منخفض المقاومة إلى الأرض للضربات المحتملة.
تُستخدم أنظمة الحماية من الصواعق لمنع أضرار الصواعق على المباني، إذ تقلل هذه الأنظمة من خطر الحريق الذي تشكله ضربات الصواعق على المباني. يوفر نظام الحماية من الصواعق مسارًا منخفض المقاومة لتيار الصاعقة لتقليل تأثير التسخين الناتج عن مرور التيار عبر المواد الهيكلية القابلة للاشتعال. في حال انتقال البرق عبر مواد مسامية ومشبعة بالماء، قد تنفجر هذه المواد إذا تحول محتواها المائي إلى بخار بسبب الحرارة الناتجة عن التيار العالي. لهذا السبب، غالبًا ما تتشظى الأشجار نتيجة ضربات الصواعق.
نظرًا لارتفاع مستويات الطاقة والتيار المرتبطة بالصواعق (والتي قد تتجاوز 150,000 أمبير) والزيادة السريعة في زمن الصاعقة، لا يمكن لأي نظام حماية أن يضمن الأمان المطلق من الصواعق. عندما تضرب الصاقة نظام الحماية، سينقسم التيار ليتبع كل مسار موصل إلى الأرض، وقد يتسبب التيار المقسم في أضرار. يمكن للومضات الجانبية الثانوية أن تكون كافية لإشعال حريق أو تفجير الطوب أو الحجر أو الخرسانة أو إصابة الأشخاص داخل المبنى. مع ذلك، كانت فوائد أنظمة الحماية الأساسية من الصواعق واضحة لأكثر من قرن.
لا يمكن قياس تأثيرات البرق الطبيعي على مقياس المختبر. استُنبطت التطبيقات الميدانية بشكل أساسي من خلال التجربة والخطأ بناءً على أفضل الأبحاث المخبرية المقصودة لظاهرة معقدة ومتغيرة للغاية.
تتكون أجزاء نظام الحماية من الصواعق من الأطراف الهوائية (قضبان الصواعق أو أجهزة تخليص الضربات) والموصلات الرابطة والأقطاب الأرضية (أعمدة أو صفائح أو شبكة تأريض) وجميع الوصلات والدعامات اللازمة لإكمال النظام. عادة ما تُرتب الأطراف الهوائية على طول النقاط العليا لهيكل السقف، وتُربط كهربائيًا بواسطة الموصلات الرابطة التي ترتبط بأكثر الطرق مباشرة بواحد أو أكثر من أطراف التأريض أو الأرضية. يجب أن تكون التوصيلات بالأقطاب الأرضية ذات مقاومة منخفضة وذات حث ذاتي منخفض.
تُعتبر الحظيرة الخشبية من الأمثلة على المباني المعرضة للصواعق. عندما تضرب الصاعقة الحظيرة، قد يشتعل الهيكل الخشبي ومحتوياته بفعل الحرارة المتولدة من تيار الصاعقة المار عبر أجزاء من الهيكل. يوفر نظام الحماية من الصواعق الأساسي مسارًا موصلًا بين الطرف الهوائي والأرض، ليتبع معظم تيار الصاعقة مسار نظام الحماية من الصواعق، مع مرور تيار أقل بكثير عبر المواد القابلة للاشتعال.
اعتقد العلماء في البداية أن نظام الحماية من الصواعق المكون من أطراف هوائية وأسلاك نازلة يوجه تيار الصاعقة إلى الأرض حيث يجري تبديده. مع ذلك، أظهر التصوير الفوتوغرافي فائق السرعة أن البرق في الواقع مكون من عنصر سحابي وعنصر أرضي مشحون بشحنة معاكسة. خلال حدوث البرق (من السحابة إلى الأرض)، عادة ما تتقابل هذه العناصر المشحونة عكسيًا في الغلاف الجوي فوق الأرض لتعديل الشحنات غير المتوازنة سابقًا. تشكل الحرارة الناتجة عندما يتدفق هذا التيار الكهربائي عبر المواد القابلة للاشتعال الخطر الذي تحاول أنظمة الحماية من الصواعق تخفيفه من خلال توفير مسار منخفض المقاومة لدائرة الصاعقة. لا يمكن الاعتماد على أي نظام حماية من الصواعق لإحتواء البرق أو السيطرة عليه تمامًا، ولكن يبدو أنها تساعد بشكل كبير في معظم الحالات.
يمكن للمنشآت ذات الهيكل الفولاذي ربط الأعضاء الهيكلية بالأرض لتوفير الحماية من الصواعق. يُعتبر عمود العلم المعدني المثبت في الأرض نظامًا بسيطًا للحماية من الصواعق. مع ذلك، قد تحترق الأعلام المرفوعة من العمود تمامًا أثناء ضربة البرق.
تتبع الغالبية العظمى من أنظمة الحماية من الصواعق المستخدمة اليوم تصميم فرانكلين التقليدي. يتمثل المبدأ الأساسي المستخدم في أنظمة الحماية من الصواعق من أنظمة فرانكلين بتوفير مسار منخفض المقاومة يكفي لمرور تيار الصاعقة من خلاله للوصول إلى الأرض دون إلحاق الضرر بالمبنى. يجري تحقيق ذلك عن طريق إحاطة المبنى بنوع من قفص فاراداي. يُرَكب نظام من موصلات الحماية من الصواعق وقضبان الصواعق على سطح المبنى لاعتراض أي صاعقة قبل أن تضرب المبنى.